# 阮氏環 (阮興祖)
孝康皇后（越南语：／；1738年—1811年10月30日），名阮氏環（越南语：／），越南阮朝開國皇帝阮福映的母親。

## 生平
阮氏環是廣平營廣平府明靈縣安遊社（今屬廣治省永靈縣）人，永佑四年（1738年）出生。其父是演國公阮福忠，母為馮氏。阮氏環與姐姐阮氏珄同是阮福映父親阮福㫻的侍妾，並生下了海東郡王阮福晍、阮福映和通化郡王阮福晪三個兒子和隆城公主阮氏玉琇一個女兒。
景興三十五年（1774年），北河鄭主鄭森見南河局勢混亂，就指派部將黃五福討伐。當時阮氏環沒能跟隨阮主逃走，在安游社的娘家藏身。景興四十年（1779年），阮福映派人接她到嘉定（今胡志明市一帶），並尊為國母。
景興四十四年（1783年），阮惠、阮侶率西山軍攻陷了嘉定，國母阮氏環隨阮福映出奔富國島；船程上阮福映曾向阮氏環怨嘆辛苦，但阮氏環卻安慰兒子不要放棄，故此阮福映得以激勵，前往暹羅求救。景興四十六年（1785年），舊阮、暹羅聯軍欲奪回嘉定，但被西山軍所敗，阮福映再奔暹羅，並派人將國母和其他宮眷接到暹羅。
景興四十九年（1788年），阮福映奪取嘉定之後，派阮文閑出使暹羅告捷，將阮氏環等家眷接到嘉定，並尊她為國母王太妃。
嘉隆元年（1802年），阮福映建立阮朝。次年三月初七日（1803年4月27日），阮氏環被尊為王太后。嘉隆五年（1806年），阮福映正式登基稱帝。七月初二日（8月15日），阮氏環再被尊為皇太后，成為阮朝第一位皇太后。
嘉隆十年九月十四日（1811年10月30日），阮氏環在順化皇城的長壽宮去世，寿73歲。阮福映上尊諡為懿靜惠恭安貞慈獻孝康皇后（越南语：／）。翌年，葬於瑞聖陵，並安其神主於興祖廟。

## 冊文
嘉隆二年（1803年），晉尊王太后冊文：
蓋聞帝王至德要道，莫先於孝。故愛敬行於家，而風化被於國，所謂達孝者也。恭惟聖母陛下，德閥流輝，芳閨擅美。粵事仁考，內修壼政。雖在顛危，周還匪懈。撫育藐質，至于有成。繼遭國難，愈篤勤斯。郊外關河，莫遑啓處。宗國之憂，夙夜儆戒，以有今日。仰荷列先聖王在天之靈，相佑其成，亦惟聖母篤生教養所致。至仁大德，無德而名。參攷典章，徽稱敢後。謹奉金冊，上尊號為王太后，以敍崇徽，而揚懿鑠；以敦孝敬，而答慈恩。於戲！尊其所親，景仰乾元之德；綏之以福，永綿履吉之祥。
嘉隆五年（1806年），晉尊皇太后冊文：
竊聞孝必先於立愛，禮莫大於尊親。緬考常經，足徵盛典。欽惟王太后陛下，淑問博洽，高邁前古。厚德懿行，夷險一致。化式庭闈，利施社稷。福貽子姓，澤被臣民。積功累仁，以有今日。肆臣甫協，僉言旣膺，帝號深惟。發育之功，與天無極。敢不推崇徽美，以答鴻慈。謹奉金冊金寶，恭上尊號為皇太后。伏惟光受鴻稱，永綏多祉。名惟德稱，長侔兩耀之輝；福自天申，益衍九如之壽。
嘉隆十年（1811年），皇后諡冊文：
臣聞易稱成物，詩美生民。惟厚德體于至元，故徽音垂諸永世。欽惟大行皇太后，慈仁得乎天性；弘大配乎坤儀。艱難居貞，勱相仁考。旣乃遭罹國步，暨臣于艱。躬健順之儀型，勖憂勤之機略。俾臣得以再造邦家，一統海宇。自非惠訓，曷克臻此。美成之化，洽于羣方。大壽之年，逾乎七袠。遽棄天下之養，為帝鄉之遊。謂天蓋高，欲酬恩而罔極。如地之載，宜述德於無疆。謹率羣臣，請命宗廟。恭奉金冊，上尊諡曰懿靜惠恭安貞慈獻孝康皇后。伏惟懋昭靈爽，光受大名。陟配禰宮，萃歆萬禩。